# Objectif double Gauss

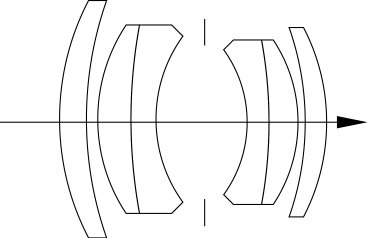
Combinaison de type double Gauss.

L'objectif double Gauss est une formule optique générique, principalement utilisée dans les objectifs photographiques, qui réduit les aberrations optiques sur un large plan focal.

## Conception
La formule est bâtie autour de deux doublets de Gauss positionnés dos à dos, de part et d'autre du diaphragme. Le doublet de Gauss étant formé d'un ménisque convergent du côté objet et d'un ménisque divergent du côté image, le résultat est formé de deux ménisques convergents encadrant deux ménisques divergents encadrant le diaphragme. La symétrie du système et la répartition de la vergence entre de nombreux éléments réduisent notablement les aberrations optiques du système.

Étapes du développement de la formule double Gauss.

Ce concept a connu de nombreuses variations, avec souvent des lentilles supplémentaires, mais reste l'un des plus utilisés en photographie. C'est probablement la formule la plus étudiée du XXe siècle avec des dizaines de variantes. Aujourd'hui, elle est à la base de nombreux objectifs de photographie, en particulier dans les objectifs standard de grande ouverture utilisés avec les appareils au format 35 mm. Elle offre de bons résultats jusqu'à f/1.4 (avec 7 lentilles pour un contrôle accru des aberrations).

## Historique
Le doublet de Gauss originel était un objectif pour télescope consistant en deux ménisques positif et négatif accolés, inventé en 1817 par Carl Friedrich Gauss pour améliorer l'objectif de Fraunhofer.
Alvan Graham Clark et Bausch & Lomb raffinent le concept en 1889, en prenant deux de ces doublets, qu'ils placent dos à dos pour former le double Gauss avec des résultats similaires. Les objectifs double Gauss modernes remontent à la formule proposée en 1895 par Paul Rudolph de Carl Zeiss à Jena, qui épaissit les ménisques intérieurs et les transforme en doublets accolés de puissance équivalente mais de dispersions différentes. Il forme ainsi l'objectif f/4.5 Double Gauss à 6 lentilles symétriques. Le concept est rapidement réutilisé afin de corriger l'aberration chromatique dans le Planar de Zeiss en 1896.
Au début du vingtième siècle, la formule est développée pour des objectifs de grande ouverture, notamment par Taylor Hobson dans les années 1920. Présentement, elle équipe les objectifs bas coût mais de bonne qualité à grande ouverture, tels que le Sony FE 50mm f/1.8, le Canon EF 50mm f/1.8 et le Nikon 50 mm f/1.8D AF Nikkor.